# Влатко Ілієвський
Вла́тко Ілієвський (мак. Влатко Іліевскі; 2 липня 1985, Скоп'є, Північна Македонія — 6 липня 2018, там само) — македонський рок-співак і актор. У 2011 році представляв Македонію на Євробаченні 2011, вибувши на стадії півфіналу.
Посів друге місце на македонському відбірному конкурсі до Євробачення 2010. Раніше він з'явився на «Євробаченні» у 2005 році як бек-вокаліст Мартіна Вучіка. Раніше він був членом рок-гурту Morality. Також він навчався на факультет драматичного мистецтва в Скоп'є, який він закінчив у 2010 році з випускний постановкою драми «Anger» («Гнів»).

## Дискографія

### Альбоми
- «Со други зборови» (англ. «In Other Words»):
  - Со други зборови
  - И премногу добро
  - Сите ми се криви
  - Така требало да биде
  - Уште си ми ти
  - Не те можам (дует з Кристијан)
  - Гушни ме (дует со Кристијан)
  - Од утре не
  - Н ебо
  - Скитник
- «Најбогат на свет» («Richest of the World»):
  - Среќа
  - Пред да те знам
  - И ти и јас
  - Се што сакав по тебе
  - Пак на старо
  - Најбогат на свет
  - Есен
  - За љубов се пее до крај (з Рісто Самарџиев)
  - Не плачи, извини
  - Небо (не включена)